# Łuke

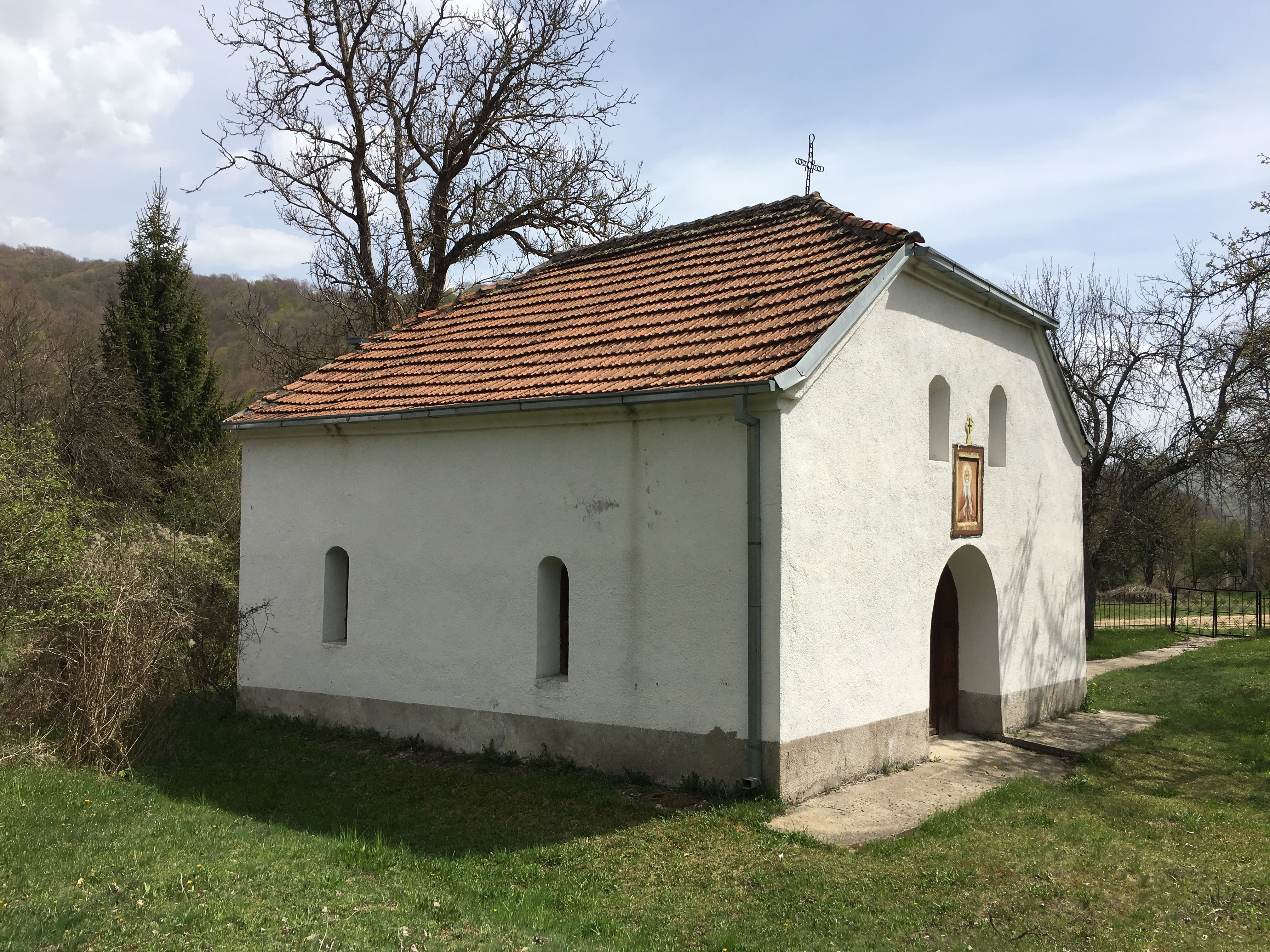
Kościół pw. św. Eliasza

Łuke (maced. Луке) – wieś w północno-wschodniej Macedonii Północnej, w gminie Kriwa Pałanka.